# Dendrobium croceocentrum
Dendrobium croceocentrum är en orkidéart som beskrevs av Johannes Jacobus Smith. Dendrobium croceocentrum ingår i släktet Dendrobium, och familjen orkidéer.
Artens utbredningsområde är Sumatera. Inga underarter finns listade i Catalogue of Life.